# Alec Segaert
Alec Segaert (* 16. Januar 2003 in Roeselare) ist ein belgischer Radrennfahrer. Er gilt als guter Zeitfahrer.

## Sportlicher Werdegang
Als Junior machte Segaert vor allem durch seine Erfolge im Zeitfahren auf sich aufmerksam. So wurde er 2021 Junioren-Europameister, Dritter der Weltmeisterschaften und gewann das Junioren-Rennen von Chrono des Nations.
Mit dem Wechsel in die U23 wurde er zur Saison 2022 Mitglied im Nachwuchsteam Lotto-Soudal U23. Bereits in seiner ersten Saison in der U23 wurde er Belgischer U23-Meister und U23-Europameister im Einzelzeitfahren, bei den Weltmeisterschaften unterlag er im Einzelzeitfahren nur dem drei Jahre älteren Søren Wærenskjold. Mit dem Sieg des U23-Rennens Il Piccolo Lombardia erzielte er auch seinen ersten Erfolg bei einem Eintagesrennen und distanzierte dabei den amtierenden U23-Weltmeister Jewgeni Fedorow.
Im September 2022 wurde bekannt gegeben, dass Segaert ab 2023 bis Mitte der Saison 2024 zunächst für das Development Team von Lotto Soudal fahren sollte, um zum 1. Juli 2024 in das UCI WorldTeam zu wechseln. Nach seinen Leistungen im Trainingslager und in der ersten Rennen der Saison erhielt Segaert entgegen der Planung bereits im Februar 2023 einen festen Vertrag bei Lotto Dstny. Im Verlauf der Saison 2023 gewann er den Prolog zum Giro Next Gen und wurde erneut sowohl U23-Europameister als auch U23-Vizeweltmeister im Einzelzeitfahren. Seinen ersten Sieg in der Elite-Klasse feierte er Anfang März 2024 beim Grand Prix Criquielion. Bei der Renewi Tour 2024 war er mit dem Gewinn des Einzelzeitfahrens auf der zweiten Etappe erstmals auf der UCI WorldTour siegreich, zudem belegte er den zweiten Platz in der Gesamtwertung. Bei den Europameisterschaften im heimischen Limburg gewann er zum dritten Mal in Folge den U23-Titel im Einzelzeitfahren. Bei den Weltmeisterschaften startete er als einer der Favoriten auf den Titel im Einzelzeitfahren der U23, kam aber nicht über den vierten Platz hinaus. Beim anschließenden U23-Straßenrennen gewann er die Bronzemedaille.

## Erfolge
2021
- Gesamtwertung und eine Etappe Internationale Juniorenrundfahrt
- Europameister – Einzelzeitfahren (Junioren)
- Weltmeisterschaften – Einzelzeitfahren (Junioren)
- Chrono des Nations (Junioren)

2022
- Belgischer Meister – Einzelzeitfahren (U23)
- Europameister – Einzelzeitfahren (U23)
- Mannschaftszeitfahren Tour Alsace
- Weltmeisterschaften – Einzelzeitfahren (U23)
- Il Piccolo Lombardia
- Chrono des Nations (U23)

2023
- Europameister – Einzelzeitfahren (U23)
- Weltmeisterschaften – Einzelzeitfahren (U23)
- eine Etappe Giro Next Gen
- Mannschaftszeitfahren Tour Alsace

2024
- Grand Prix Criquielion
- Europameister – Einzelzeitfahren (U23)
- eine Etappe und Nachwuchswertung Renewi Tour
- Weltmeisterschaften – Straßenrennen (U23)